# City of Angels: Music from the Motion Picture
City of Angels: Music from the Motion Picture er et soundtrack til filmen City of Angels fra 1998. Det opnåede en førsteplads på Billboard 200 og på australske ARIAs hitliste.

## Spor
1. "If God Will Send His Angels" af U2 – 4:31
2. "Uninvited" af Alanis Morissette – 4:34
3. "Red House" af Jimi Hendrix – 3:49
4. "Feelin' Love" af Paula Cole – 5:37
5. "Mama, You Got A Daughter" af John Lee Hooker – 3:41
6. "Angel" af Sarah McLachlan – 4:29
7. "Iris" af Goo Goo Dolls – 4:50
8. "I Grieve" af Peter Gabriel – 8:09
9. "I Know" af Jude – 4:34
10. "Further On Up The Road" af Eric Clapton – 7:26
11. "Angel Falls" (Gabriel Yared) – 4:54
12. "Unfeeling Kiss" (Gabriel Yared) – 3:42
13. "Spreading Wings" (Gabriel Yared) – 4:25
14. "City Of Angels" (Gabriel Yared) – 7:07

## Hitlister
| Hitliste (1998)                     | Højeste placering |
| ----------------------------------- | ----------------- |
| Australien (ARIA)                   | 1                 |
| Østrig (Ö3 Austria)                 | 2                 |
| Belgien (Ultratop Flanderen)        | 8                 |
| Belgien (Ultratop Vallonien)        | 21                |
| Canadian Albums (Nielsen SoundScan) | 3                 |
| Holland (Album Top 100)             | 28                |
| European Albums (Billboard)         | 2                 |
| Frankrig (SNEP)                     | 31                |
| Tyskland (Media Control)            | 1                 |
| Irish Albums (IRMA)                 | 9                 |
| Malaysian Albums (RIM)              | 4                 |
| New Zealand (RIANZ)                 | 1                 |
| Norge (VG-lista)                    | 3                 |
| Sverige (Sverigetopplistan)         | 29                |
| Schweiz (Schweizer Hitparade)       | 1                 |
| US Billboard 200                    | 1                 |

| Hitliste (1998)     | Placering |
| ------------------- | --------- |
| German Albums Chart | 25        |

| Hitliste (1990-1999) | Placering |
| -------------------- | --------- |
| U.S. Billboard 200   | 49        |